# Saicourt
Saicourt ist eine politische Gemeinde im Verwaltungskreis Berner Jura des Schweizer Kantons Bern.

## Geographie
Saicourt liegt auf 749 m ü. M., 14 km westsüdwestlich des Orts Moutier (Luftlinie) und 12 km nördlich von Biel/Bienne. Das ehemalige Strassenzeilendorf erstreckt sich entlang des Baches Trame, eines linken Zuflusses der Birs, im Westen des Juralängstals Vallée de Tavannes.
Die Fläche der 13,8 km² grossen Gemeinde umfasst einen kleinen Teil des Talbeckens Vallée de Tavannes, das hier bis zu 4 km breit ist. Zu Saicourt gehört aber nur die Talniederung der unteren Trame und die südlich angrenzenden Höhen Châtillon (822 m ü. M.) und Forêt de Chaindon (820 m ü. M.). Nach Norden erstreckt sich das Gemeindegebiet auf die grösstenteils waldbedeckte Antiklinale des westlichen Moron (bis 1091 m ü. M.). Im Westen reicht das Gebiet auf die Höhe des Montbautier, auf dem mit 1160 m ü. M. der höchste Punkt von Saicourt liegt. Hier befinden sich ausgedehnte Jurahochweiden mit den typischen mächtigen Fichten, die entweder einzeln oder in Gruppen stehen. Ganz im Norden gehört auch noch der Höhenrücken Béroie (1088 m ü. M.) zu Saicourt. Zwischen diesen drei Höhenzügen ist das Moor La Sagne eingebettet, das eine ebene Fläche von 2 km² bedeckt und keinen oberirdischen Abfluss aufweist. Von der Gemeindefläche entfielen 1997 4 % auf Siedlungen, 50 % auf Wald und Gehölze, 45 % auf Landwirtschaft, und etwas weniger als 1 % war unproduktives Land.
Zu Saicourt gehören die Orte Bellelay mit einem ehemaligen Kloster, 931 m ü. M. am Nordrand des Moors La Sagne, und Le Fuet (841 m ü. M.) am Südosthang des Montbautier über dem Tal der Trame, sowie zahlreiche Einzelhöfe. Nachbargemeinden bzw. ‑orte von Saicourt sind Tramelan, Mont-Tramelan, Tavannes, Reconvilier und Saules sowie die Ortsteile Châtelat und Sornetan in der Gemeinde Petit-Val im Kanton Bern und die Gemeinden Lajoux und Les Genevez im Kanton Jura.

## Bevölkerung
| Bevölkerungsentwicklung | Bevölkerungsentwicklung |
| Jahr                    | Einwohner               |
| ----------------------- | ----------------------- |
| 1850                    | 456                     |
| 1900                    | 802                     |
| 1910                    | 1016                    |
| 1930                    | 946                     |
| 1950                    | 1140                    |
| 1960                    | 1067                    |
| 1970                    | 932                     |
| 1980                    | 852                     |
| 1990                    | 780                     |
| 2000                    | 673                     |
| 2022                    | 623                     |

Mit 618 Einwohnern (Stand 31. Dezember 2023) gehört Saicourt zu den mittelgrossen Gemeinden des Berner Juras. Von den Bewohnern sind 84,0 % französischsprachig, 12,6 % deutschsprachig und 1,5 % italienischsprachig (Stand 2000). Die Bevölkerungszahl von Saicourt stieg vor allem in der zweiten Hälfte des 19. Jahrhunderts bis 1910 markant an. Nach dem Höchststand um 1950 wurde seither durch starke Abwanderung ein Rückgang um fast 50 % verzeichnet.

## Politik
Gemeindepräsident ist Markus Gerber (SVP, Stand 2024).
Bei den Nationalratswahlen 2023 betrugen die Wähleranteile in Saicourt (in Klammern die Veränderung im Vergleich zu den Wahlen 2019 in Prozentpunkten): SVP 56,70 % (+2,91), SP 14,15 % (+5,52), FDP 8,09 % (+4,74), EVP 5,66 % (+1,17), Grüne 5,45 % (−6,16), EDU 4,02 % (+1,66), Mitte 2,75 % (−3,14), glp 2,68 % (+1,48), SD 0,15 % (−0,38).

## Wirtschaft
Besonders die Orte Saicourt und Le Fuet sind noch landwirtschaftlich orientiert, wobei Milchwirtschaft und Viehzucht überwiegen. In Le Fuet gibt es eine Käserei, die den Tête de Moine, eine Käsesorte der Region, herstellt. Der grösste Arbeitgeber in der Gemeinde ist die im ehemaligen Kloster Bellelay einquartierte psychiatrische Klinik.

## Verkehr
Saicourt liegt an der Verbindungsstrasse von Reconvilier nach Le Fuet, während durch Le Fuet und Bellelay die Kantonsstrasse von Tavannes durch die Pichoux-Schlucht nach Bassecourt im Delsberger Becken führt. Alle drei zur Gemeinde Saicourt gehörenden Orte werden durch die Buslinie, die von Tavannes via Lajoux nach Les Genevez verkehrt, an das Netz des öffentlichen Verkehrs angeschlossen.

## Geschichte
Die erste schriftliche Erwähnung von Saicourt erfolgte 1262 unter dem Namen Zacurt. Spätere Bezeichnungen waren Zacort (1277) und Saccourt (1335). Der Ortsname geht vermutlich auf den Personennamen Sacco zurück. Saicourt gehörte zu den Ländereien des Klosters Bellelay. Am 14. September 1790 wurde das Dorf durch eine grosse Überschwemmung der Trame in Mitleidenschaft gezogen. Von 1797 bis 1815 gehörte Saicourt zu Frankreich und war anfangs Teil des Département Mont-Terrible, das 1800 mit dem Département Haut-Rhin verbunden wurde. Durch den Entscheid des Wiener Kongresses kam der Ort 1815 an den Kanton Bern zum Bezirk Moutier.

## Sehenswürdigkeiten
Das Ortsbild von Saicourt weist noch einige typische alte Bauernhäuser aus dem 18. und 19. Jahrhundert (das älteste stammt von 1722) sowie Holzspeicher auf. Am Westende des Dorfes befindet sich noch eine historische Sägerei, die mit einem Wasserrad betrieben wird. Der Ort gehörte zur Pfarrei Tavannes-Chaindon, seit 1928 zur Kirchgemeinde Reconvilier-Chaindon.
In Le Fuet stehen ein charakteristisches Schulhaus mit Glockenturm aus dem späten 19. Jahrhundert und eine Kapelle.
Siehe auch: Bellelay, Kloster Bellelay

## Bilder

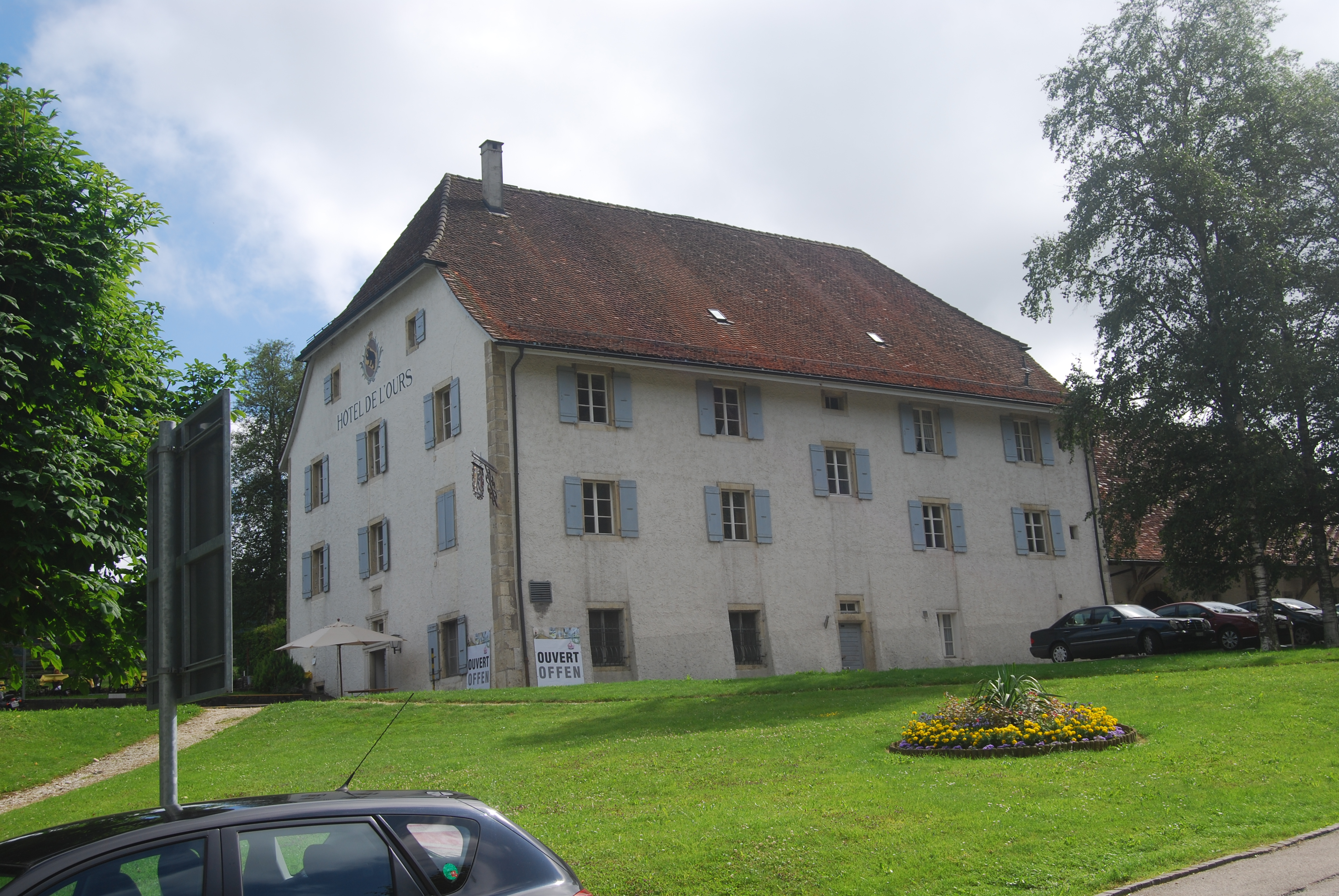
Hotel «de l’Ours» in Bellelay
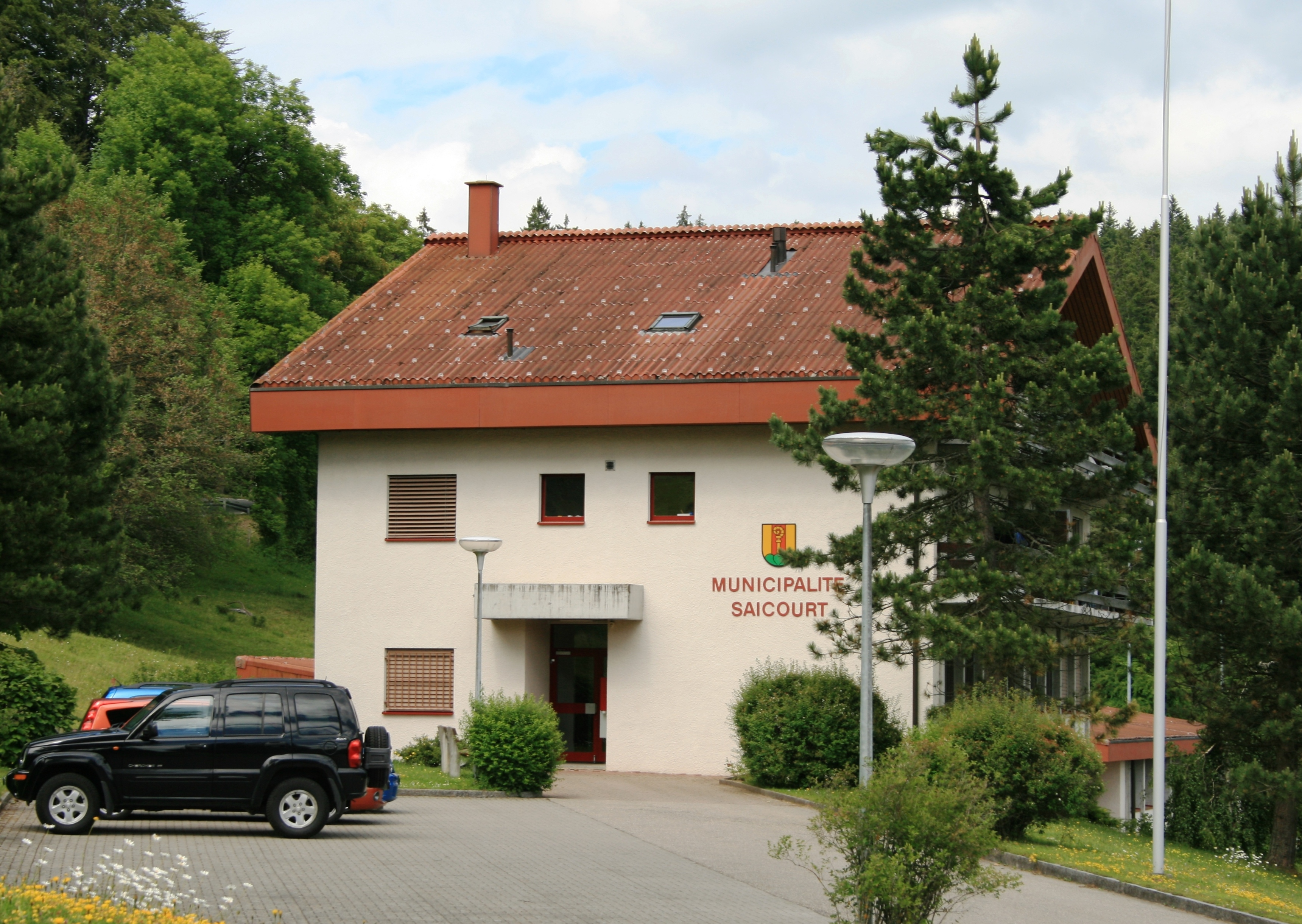
Gemeindehaus von Saicourt
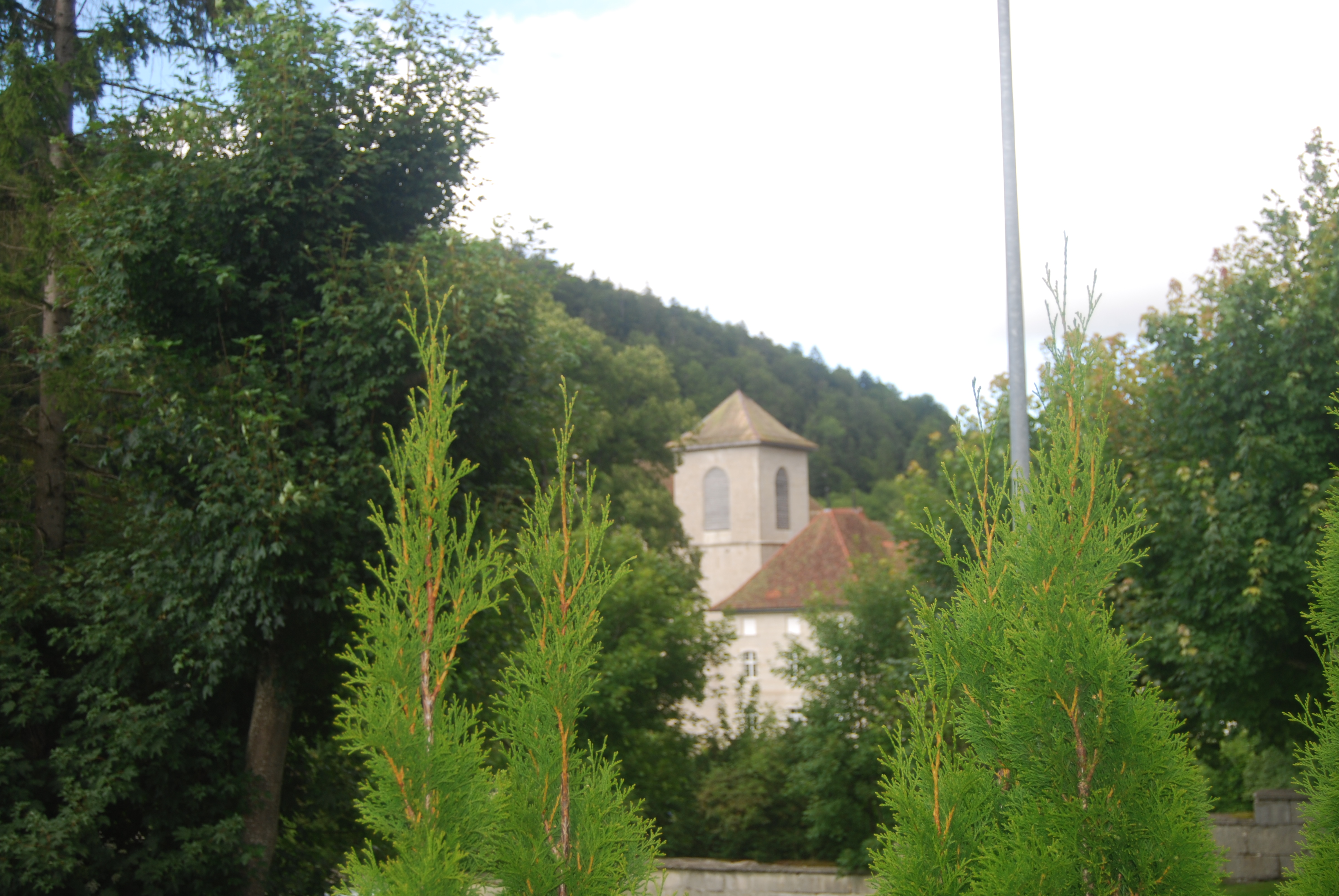
Abtei Bellelay
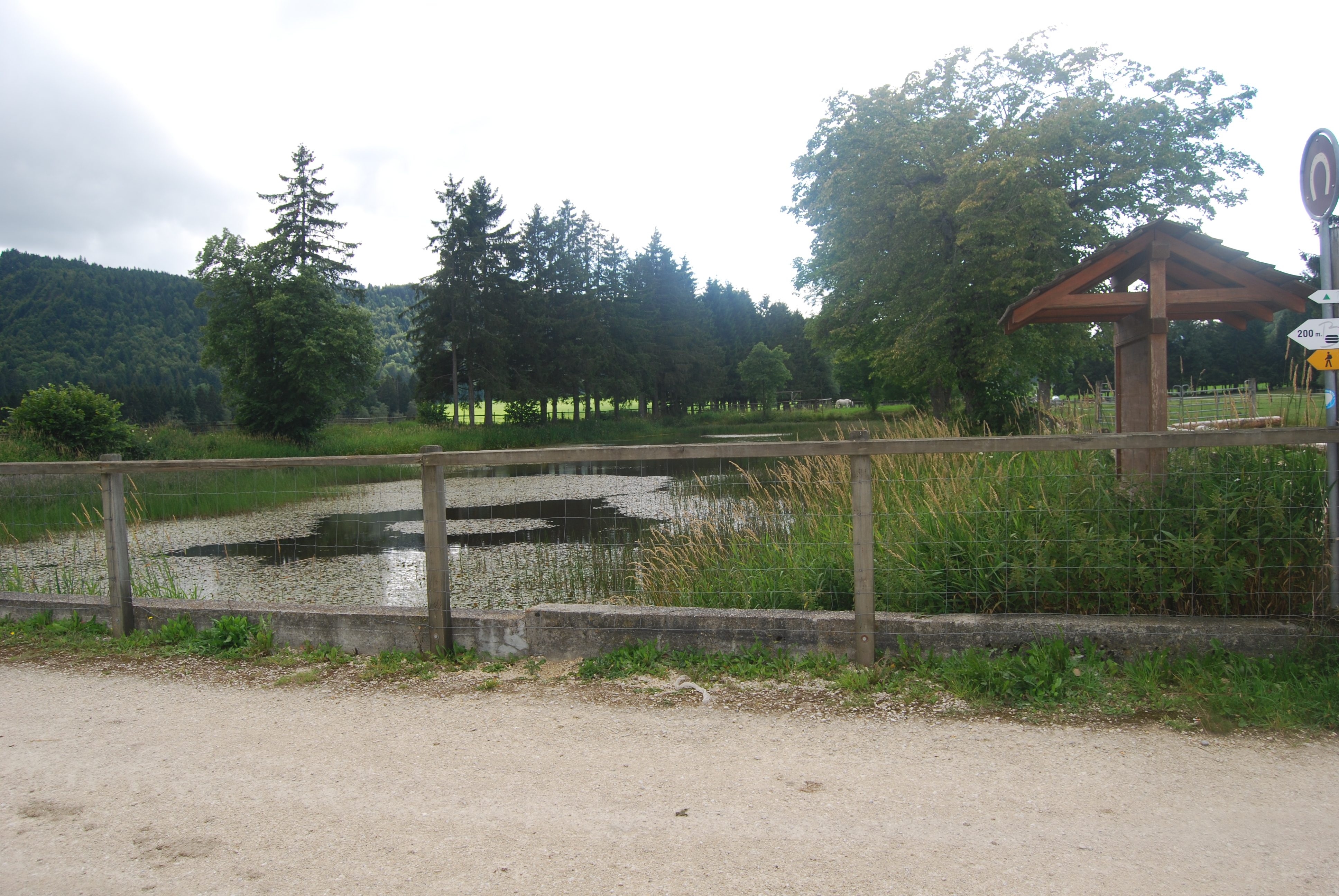
Weiher von Bellelay